# Oldfieldthomasia
Oldfieldthomasia è un genere estinto di mammiferi notoungulati, probabilmente appartenente ai tipoteri. Visse nell'Eocene medio (circa 48 - 41 milioni di anni fa) e i suoi resti fossili sono stati ritrovati in Sudamerica.

## Descrizione
Questo animale era della taglia di una marmotta e probabilmente assomigliava a un roditore. Il cranio, lungo circa 10 centimetri) era piuttosto basso e dotato di un muso allungato; l'orbita, di dimensioni piuttosto grandi, era aperta posteriormente e situata nella zona posteriore del cranio. L'apofisi zigomatica era piuttosto snella. 
La parte posteriore del cranio della specie Oldfieldthomasia debilitata è stata studiata in dettaglio da George Gaylord Simpson nel 1936 mediante la realizzazione di 55 sezioni sottilissime (spesse circa 4 millimetri): lo studio ha messo in evidenza numerose caratteristiche craniche, principalmente la relazione tra le varie cavità. La cavità timpanica e quella ipotimpanica non erano separate e non presentavano alcun tessuto spugnoso; si possono seguire perfettamente il tragitto dell'orifizio pneumatico, tra il recesso epitimpanico e il sinus epitimpanico, libero da riempimenti, e vicino alle dimensioni della cavità timpanica. Sono visibili anche i principali sinus delle vene e delle arterie: la carotide penetrava nella cavità timpanica. Come in tutti i notoungulati, la cavità per l'apofisi ioidea era di grande taglia. Il foro giugulare posteriore e il foro giugulare mediano erano in posizione notevolmente esterna; la porzione esterna del primo costituiva il foro carotideo posteriore. 
La mandibola era lunga e gracile. I denti formavano una serie continua e progressiva; era presente una serie completa da 22 denti a corona bassa (brachidonti), sia nella mascella che nella mandibola. I canini erano a forma di incisivi. Il protocono e l'ipocono dei molari erano quasi identici, ed erano presenti una fossetta centrale obliqua e allungata e una fossetta posteriore limitata da una sorta di uncino unito all'ectolofo. Era presente un cingulum anteriore e uno posteriore; i molari erano dotati di mesostilo, mentre i premolari erano triangolari, con una piega del metacono. 

## Classificazione
Il genere Oldfieldthomasia venne istituito da Florentino Ameghino nel 1901, sulla base di resti fossili ritrovati in terreni dell'Eocene medio in Argentina; Ameghino descrisse varie specie (Oldfieldthomasia anfractuosa, O. debilitata, O. parvidens, O. transversa), ma è possibile che tutte queste forme fossero variabilità intraspecifiche di una singola specie. 
Oldfieldthomasia è il genere eponimo della famiglia Oldfieldthomasiidae, un gruppo di notoungulati arcaici tipici dell'Eocene; la famiglia, tuttavia, è attualmente considerata parafiletica (Billet, 2011). È probabile che Oldfieldthomasia facesse parte di una radiazione evolutiva iniziale del gruppo dei tipoteri, notoungulati che nel corso della loro evoluzione occuparono nicchie ecologiche paragonabili a quelle dei roditori negli altri continenti. Tra gli altri oldfieldtomasiidi, sono da ricordare Allalmeia, Colbertia e Dolichostylodon.